# I Married a Girl to Shut My Parents Up
I Married a Girl to Shut My Parents Up (親がうるさいので後輩（♀）と偽装結婚してみた。?, Oya ga urusai node kōhai (♀) to gisō kekkon shitemita) è un manga di genere yuri/slice of life ideato e  disegnato da Naoko Kodama. L'opera è stata pubblicata dalla casa editrice Ichijinsha sulla rivista Comic Yuri Hime da aprile a giugno 2018 e poi raccolta in un volume tankōbon. L'edizione italiana è stata pubblicata da Star Comics il 31 marzo 2021 all'interno della collana Queer.

## Trama
Machi è una lavoratrice stacanovista, cresciuta seguendo le regole ferree imposte dai suoi genitori e sperando sempre di poterli soddisfare in qualche modo. Iniziando infatti un nuovo ciclo lavorativo presso una prestigiosa compagnia quotata in borsa, credeva che sarebbe riuscita a quietare i voleri di sua madre e suo padre, ma con sua grande sorpresa le pretese dei genitori si erano successivamente incentrate sul trovare marito, in particolare sugli incontri organizzati dai genitori stessi. Per porre fine una volta per tutte a questa storia, Machi decide di ricontattare una sua vecchia kouhai che le si era dichiarata durante il liceo, Hana, e di fingersi sposata con quest'ultima. Sorprendentemente però, la convivenza con Hana non sarà affatto sgradevole per Machi.